# Dirck de Vlaming van Oudshoorn

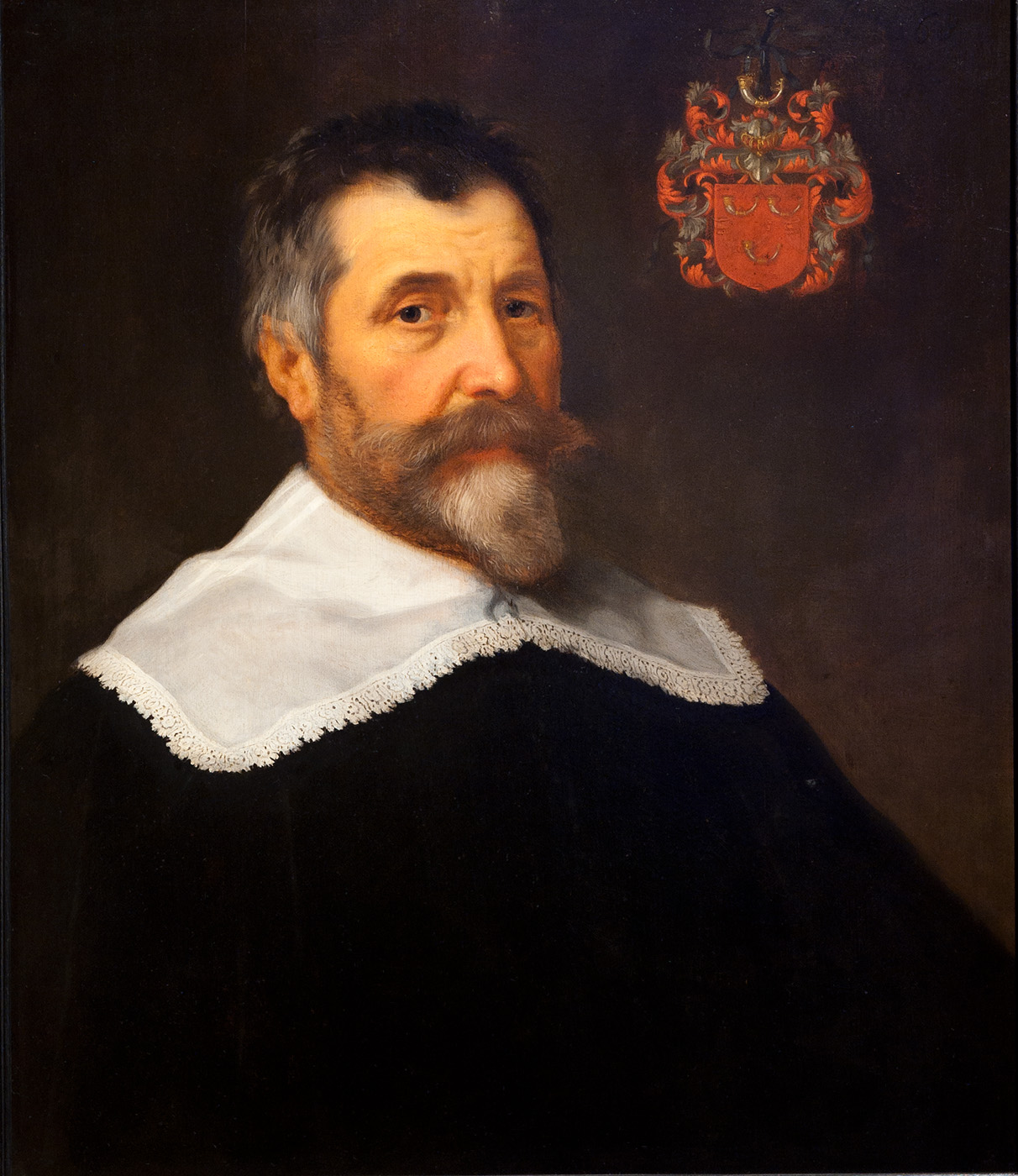
Dirck de Vlaming van Oudtshoorn

Dirck de Vlaming van Oudtshoorn (1573 - aldaar, 8 augustus 1643) was een Amsterdams burgemeester.
Hij was de zoon van Cornelis Corneliszoon de Vlaming en Griete Wuijtiers. Een van hun zonen was Cornelis de Vlaming van Oudtshoorn.
Op 14 september 1604 trad hij in het huwelijk met Wendela van Bronckhorst.
Hij was in de jaren 1630, 1633, 1635, 1640 en 1642 burgemeester van Amsterdam.
Dirck de Vlaming kocht in 1627 de heerlijkheid Oudshoorn en Gnephoek van Margaretha van Mechelen, de minnares van Prins Maurits van Oranje. Hij betaalde hier 10.750 gulden voor. Sinds deze aankoop noemde de familie zich voortaan De Vlaming van Oudshoorn.